# Kostas Chalkias
Konstantinos „Kostas” Chalkias (în greacă Κωνσταντίνος "Κώστας" Χαλκιάς; n. 30 mai 1974, Larisa, Grecia) este un fotbalist grec retras din activitate care a jucat ca portar. A jucat pentru Panathinaikos, Apollon Smyrni, Iraklis, Portsmouth, Real Murcia, Aris, PAOK și Panachaiki.
De asemenea, a jucat în 32 de partide pentru echipa națională de fotbal a Greciei, cu care a câștigat Campionatul European din 2004. De asemenea, a făcut parte din lotul Greciei la următoarele două Campionate Europene și la Campionatul Mondial din 2010.

## Cariera pe echipe

### Grecia
Chalkias și-a început cariera la academia de tineret a lui Panathinaikos, cu echipa mare realizând dubla în sezonul 1994-1995. El a fost transferat de la Apollon Atena în 1996 pentru a-l înlocui pe Antonis Minou, care se retrăsese, semnând un contract pe 5 ani. Performanțele sale solide l-au ajutat pe Apollon să evite retrogradarea din Alpha Ethniki și i-au adus transferul înapoi la Panathinaikos doi ani mai târziu, în 1998. Totuși, nu a primit șanse la Panathinaikos din partea antrenorului său principal, Vasilis Daniil, iar în ianuarie 1999 a fost trimis la Apollon sub formă de împrumut timp de șase luni. După întoarcerea sa, el a fost a treia alegere de portar a echipei după Jozef Wandzik și Antonis Nikopolidis. El a jucat în următorii trei ani între 1998 și 2001 pentru Panathinaikos și a fost transferat apoi de Iraklis pentru două sezoane îunde a jucat bine, lucru care a dus la revenirea la Panathinaikos în sezonul 2003-2004. După ce a jucat din nou la Antonis Nikopolidis în timpul sezonului 2003-2004, a prins din nou câteva meciuri ca titular după o dispută pe Nikopolidis a avut-o cu conducerea.

### În strainatate
La sfârșitul sezonului 2003-2004, lui Nikopolidis i-a fost reziliat contractul după ce echipa sa a preferat să-l achiziționeze pe portarul rivalei Olympiacos, Mario Galinovic, în loc să îl promoveze. După ce s-a luptat cu acesta pentru locul de titular, în cele din urmă Galinovic a avut câștig de cauză, și, din cauza interesului manifestat de cluburile din străinătate pentru Chalkias, el a fost vândut clubului Portsmouth FC în ianuarie 2005, făcându-și debutul în etapa a IV-a a Cupei Angliei într-o remiză cu Southampton. În următoarele câteva meciuri paradele nesăbuite și forma inconstantă a dus la mai multe gafe în urma cărora echipa sa a primit gol, astfel că s-a renunțat la el în favoarea lui Jamie Ashdown. Odată cu aducerea lui Sander Westerveld în iulie 2005, Chalkias a devenit al treilea portar al formației, iar în ianuarie 2006 a părăsit-o Portsmouth de comun acord, jucând doar cinci meciuri pentru club. La scurt timp după plecarea sa de la Portsmouth s-a transferat la echipa de Segunda División Real Murcia.

### Întoarcerea în Grecia
Chalkias a fost cumpărat în fereastra de transfer de vară din 2006 de Aris Salonic, care promovase în Superligă. După transferul la Aris, Chalkias și-a recastigat forma pe care a arătat-o în timp ce juca la Panathinaikos si după un sezon excepțional, a fost rechemat la echipa națională si a reușit să îi ia fața lui Antonis Nikopolidis, fiind titular într-un meci de calificare la Euro 2008 împotriva Turciei.
Chalkias a plecat de la Aris la sfârșitul lunii mai 2008, după încheierea contractului său iar pe 28 mai 2008 a fost de acord să semneze un contract pe doi ani cu rivala PAOK devenind astfel al treilea jucător care a jucat pentru cele trei mari cluburi din Salonic (Iraklis, Aris, PAOK), după Apostolos Tsourelas și Stefanos Borbokis.
În sezonul 2009-2010 a ajuns pe locul al doilea cu FC PAOK și semifinala Cupei Greciei. În ianuarie 2010 și-a reînnoit contractul cu PAOK FC pentru încă doi ani. Chalkias a contribuit la calificarea lui PAOK FC în turul trei preliminar al Ligii Campionilor 2010-2011, după ce s-a clasat în campionat peste AEK Atena, Olympiacos și Aris Thessaloniki FC.

## Cariera la națională
Chalkias și-a făcut debutul la națională pe 10 noiembrie 2001, într-o victorie cu 4-2 într-un meci amical împotriva Estoniei, înlocuindu-l pe Antonis Nikopolidis la pauză. În vara anului 2004 a fost component al echipei care a câștigat Euro 2004, dar nu a jucat, fiind rezerva lui Nikopolidis. Otto Rehhagel l-a convocat și la Euro 2008. Chalkias a fost titularul echipei naționale a Grecieii în cea mai mare parte a meciurilor de calificare la Campionatul Mondial din 2010, după retragerea portarului legendar Antonis Nikopolidis.
La Euro 2012, Chalkias a fost cel mai bătrân jucător care a participat la turneul final la vârsta de 38 de ani și a fost unul dintre cei trei jucători rămași de la echipa Greciei din 2004. La data de 12 iunie 2012 al meciului cu Cehia, în care a primit două goluri în 6 minute, s-a accidentat și a fost înlocuit cu Michalis Sifakis. După ce Grecia a pierdut în sferturi cu Germania, la 22 iunie, meci în care Chalkias a fost rezervă, el și-a anunțat retragerea din echipa națională, alături de Nikos Liberopoulos.

## Retragere
La 22 septembrie 2012, Chalkias și-a anunțat retragerea din fotbal.

## Revenirea în fotbal
După 4 ani de inactivitate, a revenit în fotbal pentru a juca la echipa greacă Panachaiki.

## Statistici privind cariera
Începând cu 18 mai 2018 
| Club                      | Sezon        | Campionat | Campionat | Cupă[A] | Cupă[A] | Continental[B] | Continental[B] | Altele[C] | Altele[C] | Total   | Total  |
| Club                      | Sezon        | Meciuri   | Goluri    | Meciuri | Goluri  | Meciuri        | Goluri         | Meciuri   | Goluri    | Meciuri | Goluri |
| ------------------------- | ------------ | --------- | --------- | ------- | ------- | -------------- | -------------- | --------- | --------- | ------- | ------ |
| Panathinaikos             | 1995–1996    | 0         | 0         | –       | –       | –              | –              | –         | –         | 0       | 0      |
| Panathinaikos             | Total        | 0         | 0         | –       | –       | –              | –              | –         | –         | 0       | 0      |
| Apollon Smyrni            | 1996–1997    | 29        | 0         | –       | –       | –              | –              | –         | –         | 29      | 0      |
| Apollon Smyrni            | 1997–1998    | 30        | 0         | –       | –       | –              | –              | –         | –         | 30      | 0      |
| Apollon Smyrni            | Total        | 59        | 0         | –       | –       | –              | –              | –         | –         | 59      | 0      |
| Panathinaikos             | 1998–1999    | 0         | 0         | –       | –       | –              | –              | –         | –         | 0       | 0      |
| Panathinaikos             | Total        | 0         | 0         | –       | –       | –              | –              | –         | –         | 0       | 0      |
| Apollon Smyrni (împrumut) | 1998–1999    | 16        | 0         | –       | –       | –              | –              | –         | –         | 16      | 0      |
| Apollon Smyrni (împrumut) | Total        | 16        | 0         | –       | –       | –              | –              | –         | –         | 16      | 0      |
| Panathinaikos             | 1999–2000    | 6         | 0         | –       | –       | –              | –              | –         | –         | 6       | 0      |
| Panathinaikos             | 2000–2001    | 4         | 0         | –       | –       | 4              | 0              | –         | –         | 8       | 0      |
| Panathinaikos             | Total        | 10        | 0         | –       | –       | 4              | 0              | –         | –         | 14      | 0      |
| Iraklis                   | 2001–2002    | 25        | 0         | –       | –       | –              | –              | –         | –         | 25      | 0      |
| Iraklis                   | 2002–2003    | 25        | 0         | –       | –       | –              | –              | –         | –         | 25      | 0      |
| Iraklis                   | Total        | 50        | 0         | –       | –       | –              | –              | –         | –         | 50      | 0      |
| Panathinaikos             | 2003–2004    | 11        | 0         | –       | –       | 4              | 0              | –         | –         | 15      | 0      |
| Panathinaikos             | 2004–2005    | 10        | 0         | –       | –       | 4              | 0              | –         | –         | 14      | 0      |
| Panathinaikos             | Total        | 21        | 0         | –       | –       | 8              | 0              | –         | –         | 29      | 0      |
| Portsmouth                | 2004–05      | 5         | 0         | 1       | 0       | –              | –              | –         | –         | 6       | 0      |
| Portsmouth                | 2005–06      | 0         | 0         | –       | –       | –              | –              | –         | –         | 0       | 0      |
| Portsmouth                | Total        | 5         | 0         | 1       | 0       | –              | –              | –         | –         | 6       | 0      |
| Real Murcia               | 2005–2006    | 2         | 0         | –       | –       | –              | –              | –         | –         | 2       | 0      |
| Real Murcia               | Total        | 2         | 0         | –       | –       | –              | –              | –         | –         | 2       | 0      |
| Aris                      | 2006–2007    | 29        | 0         | –       | –       | 1              | 0              | –         | –         | 30      | 0      |
| Aris                      | 2007–2008    | 22        | 0         | –       | –       | 4              | 0              | –         | –         | 26      | 0      |
| Aris                      | Total        | 51        | 0         | –       | –       | 5              | 0              | –         | –         | 56      | 0      |
| PAOK                      | 2008–2009    | 29        | 0         | –       | –       | –              | –              | 6         | 0         | 35      | 0      |
| PAOK                      | 2009–2010    | 28        | 0         | –       | –       | 4              | 0              | 4         | 0         | 36      | 0      |
| PAOK                      | 2010–2011    | 14        | 0         | 3       | 0       | 3              | 0              | 6         | 0         | 26      | 0      |
| PAOK                      | 2011–2012    | 14        | 0         | –       | –       | 3              | 0              | 5         | 0         | 22      | 0      |
| PAOK                      | Total        | 85        | 0         | 3       | 0       | 10             | 0              | 21        | 0         | 119     | 0      |
| Panachaiki                | 2016–2017    | 0         | 0         | 2       | 0       | –              | –              | -         | -         | 2       | 0      |
| Panachaiki                | 2017–2018    | 3         | 0         | 1       | 0       | -              | -              | -         | -         | 4       | 0      |
| Panachaiki                | Total        | 3         | 0         | 3       | 0       | 0              | 0              | 0         | 0         | 6       | 0      |
| Career total              | Career total | 302       | 0         | 7       | 0       | 27             | 0              | 21        | 0         | 357     | 0      |

### N
A. ^ Include meciuri în Cupa Greciei și Cupa Angleii.
B. ^ Include meciuri în Liga Campionilor și UEFA Europa League.
C. ^ Include meciuri în play-offurile Superligii Greciei.

## Titluri

### Club
Panathinaikos
- Alpha Ethniki: 1995-1996, 2003-2004
- Cupa Greciei: 2003-2004

Aris
- Cupa Greciei finalistă: 2007-2008

Panachaiki
- Gamma Ethniki : 2016-2017

### Internațional
Grecia
- Campionatul European: 2004